# Quercus dalechampii
Quercus dalechampii là một loài thực vật có hoa trong họ Cử. Loài này được Ten. miêu tả khoa học đầu tiên năm 1830.

## Hình ảnh